# Црква Светих апостола Петра и Павла на Борикама
Црква Светих апостола Петра и Павла на Борикама је храм Српске православне цркве који припада Митрополији дабробосанској. Налази се на Борикама, општина Рогатица, Република Српска, Босна и Херцеговина. Храм је освештан 1910. године.